# Stolnica Marijinega vnebovzetja, Dubrovnik
Dubrovniška katedrala stoji v Dubrovniku in je mogočna baročna katedrala posvečena Mariji, prvič postavljena v 12. stol., in dokončana v letih 1672 do 1713.
Dubrovniška stolnica Marijinega vnebovzetja v sedanji podobi obstaja od začetka 18. stoletja (gradnja, oziroma obnova po katastrofalnem potresu 1667 porušene romanske cerkve je trajala vse od 1672 do 1713).
Po izročilu je bila prejšnja cerkev postavljena z denarjem, ki ga je prispeval angleški kralj Rihard Levjesrčni, potem ko se je vračajoč se iz tretje križarske vojne leta 1192 čudežno rešil pred viharjem in brodolomom pri otoku Lokrumu pred Dubrovnikom. Pri restavratorskih delih leta 1981 so našli ostanke, še ene starejše katedrale , ki sodijo v obdobje okoli 7. stoletje. To odkritje daje dubrovniški zgodovini povsem novo dimenzijo, saj kaže na to, da je bil Dubrovnik že v 7. stol urbana celota.
Porušilnem potresu 1677 so pričeli 1672 z obnovo cerkve. Načrte zanjo je naredil Buffalini in gradnjo končal 1713. Gradbena dela je vodil domači gradbeni mojster Ilija Katičić. V cerkvi se nahaja zakladnica, ki je ena najbogatejših na Jadranski obali. Med najpomembnejšimi predmeti v zakladnici so relikvije glave in rok dubrovniškega patrona sv. Vlaha (sv. Blaž). Zanimiv podatek, ki priča o prislovični previdnosti Dubrovčanov se nanaša na upravljanje zakladnice. Ker so menili, da je zakladnica last republike, je bil dostop do zakladnice možen samo, če so jo istočasno odklenili s tremi posebnimi ključi, katerih enega je čuval dubrovniški nadškof, drugega rektor stolne cerkve, tretjega pa tajnik republike. V zakladnici hranijo veliko število dragocenih slik.